# Pittsfield (New Hampshire)
Pour les articles homonymes, voir Pittsfield.
Pittsfield est une municipalité américaine située dans le comté de Merrimack au New Hampshire. Selon le recensement de 2010, sa population est de 4 106 habitants dont 1 576 à Pittsfield CDP.

## Géographie
La municipalité s'étend sur 24,13 milles carrés (62,5 km2), dont 0,27 milles carrés (0,7 km2) d'étendues d'eau.

## Histoire
Pittsfield devient une municipalité indépendante de Chichester en mars 1782. Elle est nommée en l'honneur de William Pitt.